# Thorigné-Fouillard
Thorigné-Fouillard (bret. Torigneg-Fouilharzh) – miejscowość i gmina we Francji, w regionie Bretania, w departamencie Ille-et-Vilaine.
Według danych na rok 2009 gminę zamieszkiwało 7105 osób, a gęstość zaludnienia wynosiła 523 osób/km² (wśród 1269 gmin Bretanii Thorigné-Fouillard plasuje się na 77. miejscu pod względem liczby ludności, natomiast pod względem powierzchni na miejscu 716.).